# بومة الصقر الشمالية
تعتبر بومة الصقر الشمالية (الاسم العلمي: Surnia ulula) الآسيوية، ونظيرتها في قارة أمريكا الشمالية البومة المقرنة العظمى من أكبر أنواع البوم، وهي طيور قوية يصل طولها إلى 70سم، وهي ذات خصلتين من الريش تشبهان القرون قُرْبَ أذنيها وذات عيون برتقالية اللون، وهي تعيش في الصحاري الصخرية الموحشة، وكذلك في مناطق الغابات، ويمكنها صيد فرائس كبيرة بحجم صغار الأيائل أو الأرنب البري أو الطيور الكبيرة.